# Sofina
Sofina, Société Financière de Transports et d'Entreprises Industrielles, es un holding internacional con sede central en Bruselas, con inversiones en diversos sectores como telecomunicaciones (7%), bancos y seguros (6%), capital inversión (6%), servicios para empresas (18%), bienes de consumo (31%), energía (6%), distribución (8%) y sectores varios (10%). Geográficamente Sofina tiene actualmente inversiones localizadas en Bélgica, Países Bajos, Reino Unido y Norteamérica. El holding abarca empresas como Richemont, Colruyt, Danone, SES S.A., Suez S.A., Eurazeo y Delhaize.
Históricamente la empresa también fue propietaria de la Compañía de Tranvías Anglo Argentina, uno de los mayores operadores de tranvías del mundo. También fue propietaria de la CHADE-CADE, que prestó el servicio eléctrico en Buenos Aires y su conurbano entre 1921 y 1961 y a través de la cual protagonizó el Escándalo de la CHADE, uno de los casos de corrupción política-empresarial más importantes de la historia argentina.  

## Directorio
- Yves Boël : presidente del Directorio
- Richard Goblet d'Alviella : jefe ejecutivo
- Jean-Luc Reginster : consejero general
- Wauthier De Bassompierre : secretario
- Marc Speeckaert : director gerencial
- Marc Van Cauwenberghe : director gerencial adjunto
- Xavier Coirbay : gerente general
- Jean-Pierre Delree : gerente general adjunto
- Francois Gillet